# Anotopterus vorax
Anotopterus vorax är en fiskart som först beskrevs av Regan, 1913.  Anotopterus vorax ingår i släktet Anotopterus och familjen Anotopteridae. Inga underarter finns listade i Catalogue of Life.

## Bildgalleri

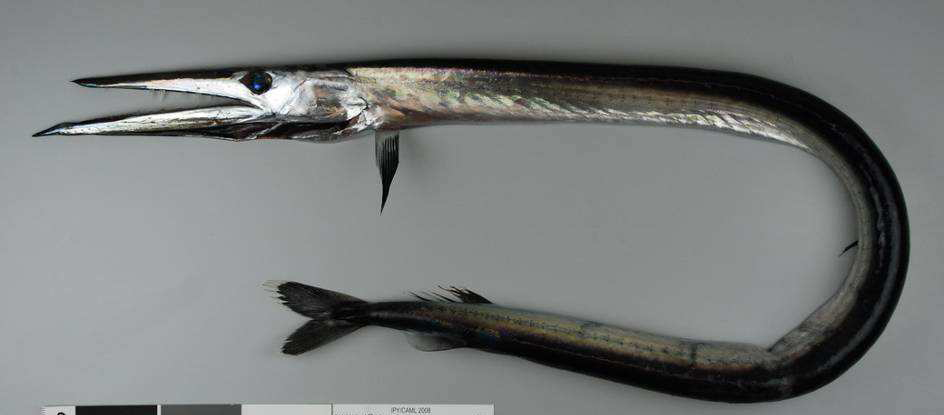